# Notre-Dame de Bzommar
Notre-Dame de Bzommar est un sanctuaire marial sis à Bzommar (arabe : بزمار), au Liban.

## Géographie
Bzommar se trouve à 36 km au nord-est de Beyrouth à une altitude de 920m à 950m au-dessus de la Méditerranée. Il fait partie de la Caza de Kesrouan.

## Histoire
Bzommar accueille un monastère de l'Église catholique arménienne construit en 1749, ou l'on vénère une icône de Notre-Dame de Bzommar. Il abrite depuis 1749 l'Institut du clergé patriarcal de Bzommar.
Manuel Batakian, exarque apostolique arménien des États-Unis d'Amérique et du Canada du 30 novembre 2000 au 12 septembre 2005, puis éparque (évêque) arménien de Notre-Dame-de-Nareg à New York du 12 septembre 2005 au 21 mai 2011 (soit le plus haut dignitaire de l'Église catholique arménienne en Amérique du Nord), décédé le 18 octobre 2021, est inhumé dans le cimetière du monastère.